# Bridgitte Hartley
Bridgitte Ellen Hartley (Sandton, 14 de juliol de 1983) és una esportista sud-africana que va competir en piragüisme en la modalitat d'aigües tranquil·les.
Va participar en els Jocs Olímpics de Londres 2012, obtenint una medalla de bronze en la prova de K1 500 m. Va guanyar 2 medalles de bronze al Campionat Mundial de Piragüisme, en els anys 2009 i 2014.

## Palmarès internacional
| Jocs Olímpics     | Jocs Olímpics         | Jocs Olímpics | Jocs Olímpics |
| Any               | Lloc                  | Medalla       | Competició    |
| ----------------- | --------------------- | ------------- | ------------- |
| 2012              | Londres ( Regne Unit) | 3             | K1 500 m      |
| Campionat Mundial |                       |               |               |
| Any               | Lloc                  | Medalla       | Competició    |
| 2009              | Dartmouth ( Canadà)   | 3             | K1 1000 m     |
| 2014              | Moscou ( Rússia)      | 3             | K1 500 m      |